# جيوردانو توريني
جيوردانو توريني (بالإيطالية: Giordano Turrini)‏ مواليد 28 مارس 1942 في أنزولا ديل إميليا، إيطاليا، هو دراج إيطالي سابق. سبق أن شارك في دورة الألعاب الأولمبية الصيفية وفاز بميدالية أولمبية.

## الميداليات
| الميدالية | المسابقة                       |
| --------- | ------------------------------ |
| فضية      | الألعاب الأولمبية الصيفية 1968 |

## روابط خارجية
- جيوردانو توريني على موقع أرشيف الدراجات (الإنجليزية)
- جيوردانو توريني على موقع CycleBase (الإنجليزية)
- جيوردانو توريني على موقع أوليمبيديا (الإنجليزية)
- جيوردانو توريني على موقع اللجنة الأولمبية الإيطالية (الإيطالية)